# Live at Chassé Theatre, Breda
Live at Chassé Theatre, Breda is de live cd-registratie van de Nederlandse band Racoon die opgenomen is tijdens hun theatertour.

## Tracks
1. Intro (Teardrop, Massive Attack cover)
2. Run Out
3. Good & Ugly
4. Never Alone
5. Whatever Song
6. Laugh About It (Intro Blackbird, The Beatles cover)
7. Mrs. Angel
8. Brother
9. Clean Again
10. Happy Family
11. Hallelujah (Leonard Cohen cover)
12. Man Of Constant Sorrow (Dick Burnett cover)
13. Lucky All My Life
14. Walk Away
15. Before You Leave
16. Lose Another Day
17. Rudest Behaviour
18. Start A War
19. Love You More
20. My Town
21. Close Your Eyes
22. Bedroom Floor
23. Thinking Of You

## Hitnotering
| "Live At Chassé Theatre, Breda" in de Nederlandse Album Top 100 - binnen: 21-11-2009 | "Live At Chassé Theatre, Breda" in de Nederlandse Album Top 100 - binnen: 21-11-2009 | "Live At Chassé Theatre, Breda" in de Nederlandse Album Top 100 - binnen: 21-11-2009 | "Live At Chassé Theatre, Breda" in de Nederlandse Album Top 100 - binnen: 21-11-2009 | "Live At Chassé Theatre, Breda" in de Nederlandse Album Top 100 - binnen: 21-11-2009 | "Live At Chassé Theatre, Breda" in de Nederlandse Album Top 100 - binnen: 21-11-2009 | "Live At Chassé Theatre, Breda" in de Nederlandse Album Top 100 - binnen: 21-11-2009 | "Live At Chassé Theatre, Breda" in de Nederlandse Album Top 100 - binnen: 21-11-2009 | "Live At Chassé Theatre, Breda" in de Nederlandse Album Top 100 - binnen: 21-11-2009 | "Live At Chassé Theatre, Breda" in de Nederlandse Album Top 100 - binnen: 21-11-2009 |
| Week                                                                                 | 01                                                                                   | 02                                                                                   | 03                                                                                   | 04                                                                                   | 05                                                                                   | 06                                                                                   | 07                                                                                   | 08                                                                                   |                                                                                      |
| ------------------------------------------------------------------------------------ | ------------------------------------------------------------------------------------ | ------------------------------------------------------------------------------------ | ------------------------------------------------------------------------------------ | ------------------------------------------------------------------------------------ | ------------------------------------------------------------------------------------ | ------------------------------------------------------------------------------------ | ------------------------------------------------------------------------------------ | ------------------------------------------------------------------------------------ | ------------------------------------------------------------------------------------ |
| Nummer                                                                               | 63                                                                                   | 79                                                                                   | 78                                                                                   | 85                                                                                   | 80                                                                                   | 73                                                                                   | 98                                                                                   | 90                                                                                   | uit                                                                                  |